# Дан, Никушор
Никушор Даньел Дан (рум. Nicușor Daniel Dan; род. 20 декабря 1969, Фэгэраш, Брашов) — румынский государственный и политический деятель. Президент Румынии с 26 мая 2025 года. Примар Бухареста с 29 октября 2020 года по 26 мая 2025 года. Член Палаты депутатов Румынии с 21 декабря 2016 года по 20 октября 2020 года, а также основатель и бывший лидер правоцентристской партии Союз спасения Румынии.
Родившийся в Фэгэраше, жудец Брашов, Никушор Дан в юности получил международное признание как талантливый математик, завоевав золотые медали на Международных математических олимпиадах в 1987 и 1988 годах. Он начал изучать математику в Бухарестском университете, а затем продолжил обучение во Франции, где получил степень магистра в Высшей нормальной школе (École normale supérieure) и докторскую степень в Университете Париж XIII.
После возвращения в Румынию Дан основал Школу высшего нормального образования в Бухаресте (Școala Normală Superioară București), целью которой было привлечение одарённых румынских студентов к научной деятельности. Также он стал гражданским активистом.
В 2015 году Дан основал партию «Союз спасения Бухареста» (USB), сосредоточенную на борьбе с коррупцией и сохранении исторического наследия. Годом позже он стал соучредителем «Союза спасения Румынии» (USR), однако в 2017 году покинул партию из-за её смещения в сторону прогрессивных взглядов, предпочитая более центристский подход. Дан был депутатом Палаты депутатов с 2016 года, а в 2020 году был избран примаром Бухареста как независимый кандидат, став вторым независимым примаром города, и переизбран в 2024 году. На посту примара он сосредоточился на развитии инфраструктуры и обеспечении прозрачности, однако подвергался критике за задержки в реализации строительных проектов.
Дан баллотировался на пост президента Румынии на выборах 2025 года как независимый кандидат, набрав 21 % голосов в первом туре и заняв второе место. Во втором туре он победил основателя партии «Альянс за союз румын» (AUR) Джорджа Симиона, получив 53,6 % голосов. Избирательная кампания Дана проходила под прозападными лозунгами, что контрастировало с националистической и евроскептической позицией его соперника.

## Биография

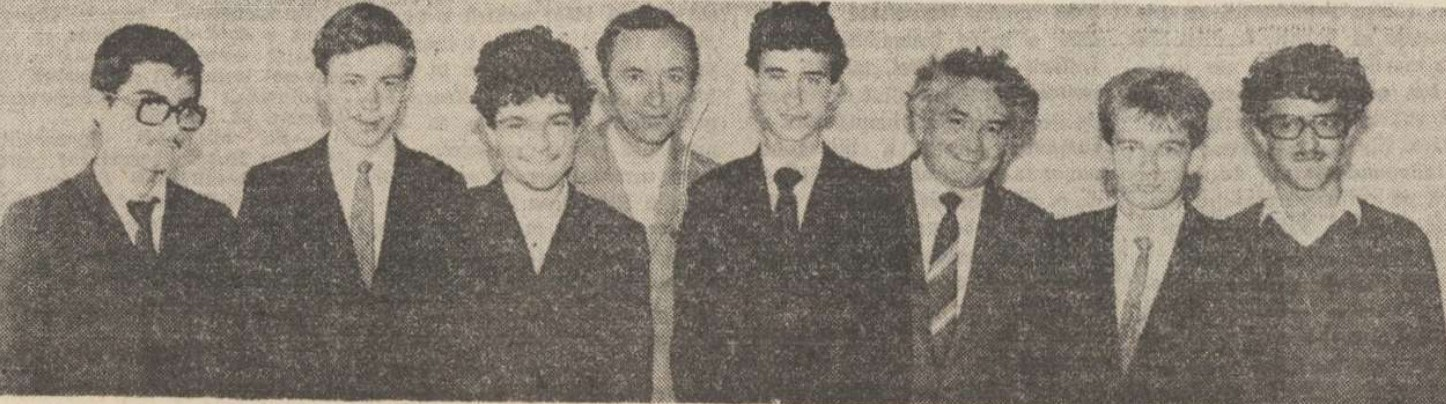
Участники от Румынии на международной математической олимпиаде в Афинах, 1987 г. Никушор Дан — третий слева.

Родился в Фэгэраше (жудец Брашов), учился в средней школе имени Раду Негру в своём родном городе. Занимал абсолютное первое место на международных математических олимпиадах 1987 и 1988 годов. Переехал в Бухарест в возрасте 18 лет, изучал математику в Бухарестском университете.
В 1992 году переехал во Францию, чтобы продолжить изучение математики: прошел курсы в Высшей нормальной школе Парижа, одной из самых престижных французских Больших школ, где получил степень магистра. В 1998 году получил докторскую степень по математике в Университете Париж-север XIII, защитив диссертацию «Courants de Green et prolongement méromorphe», написанную под руководством Кристофа Суле и Даниэля Барски. В том же году вернулся в Бухарест, назвав в качестве причин своего возвращения неприспособленность к французской культуре и желание изменить Румынию.
Никушор Дан является одним из создателей и первым административным директором университета Școala Normală Superioară Bucuresti, созданного по образцу французской Высшей нормальной школы в рамках Института математики Румынской академии. В 2011 году стал профессором математики.

## Политическая деятельность
В 2006 году Дан основал Ассоциацию «Спасём Бухарест» (Asociația Salvați Bucureștiul) в ответ на снос зданий архитектурного наследия, строительство высоток в охраняемых районах Бухареста и сокращение зелёных зон в городе. Ассоциация участвовала в нескольких судебных исках и добилась некоторых изменений в градостроительном законодательстве.
В 2012 году Дан баллотировался на пост мэра Бухареста как независимый кандидат и набрал чуть менее 9 % голосов.
В 2015 году он зарегистрировал Ассоциацию как политическую партию под названием «Союз спасения Бухареста» (Uniunea Salvați Bucureștiul, USB) и в 2016 году вновь участвовал в выборах мэра. Тогда выборы проходили в один тур, и Дан получил 30,52 % голосов, уступив кандидату от социалистов Габриэле Фиря, которая набрала 42,97 %. Особенно высокую поддержку он получил среди молодёжи.
В августе 2016 года USB был преобразован в национальную партию «Союз спасения Румынии» (Uniunea Salvați România, USR). На парламентских выборах в декабре того же года USR заняла третье место с 8,9 % голосов, и Дан прошёл в Палату депутатов.
В 2017 году инициатива «Коалиция за семью» собрала подписи для референдума по закреплению в Конституции положения, что брак возможен только между мужчиной и женщиной. Это вызвало раскол в USR между прогрессивным крылом, выступавшим против, и Даном, считавшим, что партия должна оставаться открытой для всех взглядов. После внутреннего голосования, на котором 52,7 % членов высказались за оппозицию инициативе, Дан покинул партию 1 июня 2017 года.

## Примар Бухареста

### Муниципальные выборы 2020 года

Избирательный офис, созданный Никушором Даном в центре Бухареста для предвыборной кампании 2020 года.

В мае 2019 года Дан объявил о своём намерении вновь баллотироваться на пост примара Бухареста как независимый кандидат. Он отметил, что надеется на поддержку со стороны остальных оппозиционных партий, однако не будет участвовать в выборах, если будет выдвинут другой единый кандидат от оппозиции, чтобы не расколоть электорат.
В итоге его поддержали как Союз спасения Румынии (USR), так и Национальная либеральная партия (PNL). По предварительным результатам при 95 % подсчитанных голосов он лидировал с 42,8 %. После публикации экзитполов, подтвердивших его преимущество, Дан объявил о победе. 5 октября 2020 года Центральное избирательное бюро официально подтвердило его избрание примаром Бухареста с результатом 42,81 % голосов, опередив бывшую примарку Габриэлу Фиря (37,97 %).

### Муниципальные выборы 2024 года
После решения правящей коалиции PNL-PSD провести местные выборы в июне 2024 года, Дан вновь выдвинул свою кандидатуру как независимый кандидат. Его поддержали USR, а также две меньшие партии — Народное движение (PMP) и Сила правых (FD), последнюю возглавляет бывший лидер PNL Людовик Орбан, покинувший партию в 2021 году. Все три политические силы сформировали Альянс объединённой правой (ADU) — официальную оппозицию коалиции PSD-PNL, выступающей как Национальная коалиция за Румынию (CNR). Кроме того, партию Дан поддержала и REPER, возглавляемая Дачианом Чолошем, хотя она не входила в ADU.
Выборы прошли 9 июня 2024 года одновременно с выборами в Европарламент — спорное решение, принятое CNR ранее в том же году. Хотя до последнего момента гонка казалась напряжённой, экзитполы показали уверенное преимущество Дана, который победил с 45 % голосов. После окончательного подсчёта он набрал около 48 %, более чем вдвое опередив Габриэлу Фиря (22 %), второе место занял тогдашний примар сектора 5 Кристиан Попеску Пьедоне (16 %), а кандидат от PNL Себастьян Бурдужа получил 7,6 %.
В своей победной речи Дан заявил о намерении провести два референдума в Бухаресте: один — по вопросу передачи большего объёма полномочий по выдаче разрешений на строительство примару города, другой — о перераспределении бюджетных средств в пользу мэрии Бухареста, а не секторов. Оба референдума планировалось провести одновременно с парламентскими выборами для «снижения организационных расходов».

### Инцидент на площади Унири
14 октября 2024 года около полуночи примар 4-го сектора Даниэль Бэлуцэ (PSD) при согласии мэра 3-го сектора Роберта Негоицэ направил рабочих и агентов местной полиции сектора 4 в парк Унири, чтобы начать работы по укреплению фундамента одноимённой площади, находящейся на территории обоих секторов.
Утром на место прибыл Дан со своей командой, потребовав немедленно остановить работы из-за их незаконности и отсутствия разрешений. По имеющимся данным, компании Metrorex и Apa Nova (отвечающие за водоснабжение и канализацию Бухареста) не дали согласия на проведение этих работ.
Произошёл конфликт между сотрудниками полиции сектора 4 (включая начальника Кристиана Пислэ, впоследствии подозреваемого в коррупции) и командой примара. Позже Дан вернулся с документами, подтверждающими, что площадь находится в ведении мэрии Бухареста, и сектора не имеют права проводить подобные работы самостоятельно. В ходе столкновений полиция действовала крайне агрессивно, что вызвало резкое осуждение у жителей города — многие расценили происходящее как проявление связей полицейских с мафиозной группировкой Clanul Sportivilor, действующей на юге Бухареста и давно подозреваемой в сотрудничестве с примаром Бэлуцэ.
Премьер-министр Румынии Марчел Чолаку вмешался в ситуацию, после чего Бэлуцэ отступил. Дан инициировал расследование по факту незаконных действий. Он вновь подчеркнул важность проведения референдума 9 июня 2024 года о перераспределении полномочий в пользу примара Бухареста.

## Президентство

### Президентские выборы

Никушор Дан (слева) и Джордже Симион во время теледебатов 8 мая 2025 г.

После инцидента на площади Унири, Дан стал восприниматься населением Бухареста ещё более благосклонно, его называли бастионом против повсеместной коррупции в стране и единственным, кто эффективно противостоит коалиции PSD-PNL. Это породило спекуляции о его возможном выдвижении в президенты на следующих выборах. 16 декабря он объявил о своём участии в президентских выборах в Румынии 2025 года, после аннулирования результатов выборов 2024 года.
Его заявление стало неожиданным для многих, поскольку ранее он выражал намерение отработать как минимум ещё один срок на посту примара Бухареста, утверждая, что ему «понадобится как минимум 2—3 срока, чтобы привести всё в порядок в Бухаресте». Это изменение планов привело также к разрыву с Еленой Ласкони, его бывшей сторонницей, занявшей второе место в первом туре аннулированных выборов 2024 года. Широко считается, что Ласкони и Дан обращались к схожей электоральной базе — либеральным, прогрессивным, умеренным, проевропейским и анти-PSD/анти-PNL избирателям. В результате, их одновременное участие в выборах могло привести к разделению этого электората. Конституционный суд утвердил его кандидатуру 16 марта, наряду с кандидатурами Джорджа Симиона и Виктора Понты. По результатам жеребьёвки 22 марта Дан оказался в самом низу списка кандидатов в бюллетене.
На выборах был поддержан партией «Союз спасения Румынии», и вышел во второй тур с Джордже Симионом. После этого на втором туре выборов, который прошёл 18 мая 2025 года, набрал 54 % голосов, и одержал победу, став новым президентом Румынии.

### Инаугурация
26 мая 2025 года вступил в должность президента. В своей инаугурационной речи он пообещал заняться решением экономических проблем Румынии, отметив, что «государство тратит больше, чем может себе позволить». Также он пообещал быть президентом, «открытым к голосу общества».